# Rolf Scheffbuch
Rolf Scheffbuch (* 25. Januar 1931 in Calw; † 10. November 2012 in Korntal) war ein deutscher evangelischer Theologe und Prälat von Ulm.

## Leben
Scheffbuch war Sohn eines Lehrers, sein Bruder ist Winrich Scheffbuch. Nach dem Studium der Theologie und Philosophie in Tübingen und Bonn, und der Theologie und Soziologie in den Vereinigten Staaten  und einem anschließenden Vikariat war er seit 1957 persönlicher Referent des damaligen württembergischen Landesbischofs Martin Haug. Danach war Scheffbuch von 1959 bis 1965 Pfarrer am Ulmer Münster. Von 1965 bis 1975 leitete er die Arbeit des damaligen Evangelischen Jugendwerks in Württemberg. Danach war er vierzehn Jahre lang Dekan in Schorndorf. Von 1989 bis 1995 war Scheffbuch Prälat des Sprengels Ulm.
Rolf Scheffbuch war verheiratet und hatte zwei Söhne und zwei Töchter, unter anderem die Pädagogin Ruth Scheffbuch und den Pfarrer der Stuttgarter Ludwig-Hofacker-Gemeinde Ulrich Scheffbuch.

## Engagement
Scheffbuch war von 1965 bis 1989 Mitglied der Württembergischen Landessynode. Von 1980 bis 1999 war er in Nachfolge von Fritz Grünzweig Vorsitzender der pietistischen Ludwig-Hofacker-Vereinigung. Er hat sich für die Großevangelisationsbewegung ProChrist eingesetzt und war Vorsitzender des Europäischen Zweiges der evangelikalen Lausanner Bewegung. Im Ruhestand war er tätig als Prediger, Redner und geistlicher Begleiter.

## Schriften (Auswahl)
- Das habe ich mit Gott erlebt. SCM Hänssler, Holzgerlingen 1997, ISBN 978-3-7751-2649-6.
- Ich will keine Wetterfahne sein. SCM Hänssler, Holzgerlingen 2006, ISBN 978-3-7751-4165-9.
- Würdig und vorbereitet. Wie wir gut leben und sterben können. Brunnen Verlag (Gießen) 2006, ISBN 978-3-7655-3899-5.
- Grafen und Fürsten im Dienst des höchsten Königs. SCM Hänssler, Holzgerlingen 2008, ISBN 978-3-7751-4931-0.
- Große Entdecker und schwäbische Apostel: Von Korntal bis ans Ende der Welt. SCM Hänssler, Holzgerlingen 2010, ISBN 978-3-7751-5167-2.
- Das Kullen-Schulhaus in Hülben. Siegfried Kullen (Hrsg. und Verleger), Hülben 2011, ISBN 978-3-00-036752-6. Erschienen anlässlich des 200-Jahr-Jubiläums der Erbauung.
- Allein Jesus Christus, der Gekreuzigte. SCM Hänssler, Holzgerlingen 2013, ISBN 978-3-7751-5436-9.
- mit Andy Messner (Hrsg.):  Menschen, die Ungewohntes wagten. Aus der geistlichen Geschichte Korntals, SCM Hänssler, Holzgerlingen 2018, ISBN 978-3-7751-5884-8.